# Communauté de communes Ardre et Châtillonnais
Die Communauté de communes Ardre et Châtillonnais war ein französischer Gemeindeverband mit der Rechtsform einer Communauté de communes im Département Marne in der Region Grand Est. Der Gemeindeverband wurde am 1. Januar 2014 gegründet und umfasste 26 Gemeinden. Der Verwaltungssitz befand sich im Ort Ville-en-Tardenois.

## Historische Entwicklung
Der Gemeindeverband entstand mit Wirkung vom 1. Januar 2014 durch die Fusion der Vorgängerorganisationen Communauté de communes Ardre et Tardenois und Communauté de communes du Châtillonnais.
Am 1. Januar 2017 wurde der Gemeindeverband aufgeteilt.
- 18 der 26 Gemeinden kamen zur neu gegründeten Communauté urbaine du Grand Reims (Anthenay, Aougny, Bligny, Brouillet, Chambrecy, Chaumuzy, Cuisles, Jonquery, Lagery, Lhéry, Marfaux, Olizy, Poilly, Pourcy, Romigny, Sarcy, Tramery und Ville-en-Tardenois)
- die acht übrigen Gemeinden kamen zur neu gegründeten Communauté de communes des Paysages de la Champagne (Baslieux-sous-Châtillon, Belval-sous-Châtillon, Champlat-Boujacourt, Châtillon-sur-Marne, Cuchery, La Neuville-aux-Larris, Passy-Grigny und Vandières).

## Mitgliedsgemeinden
1. Anthenay
2. Aougny
3. Baslieux-sous-Châtillon
4. Belval-sous-Châtillon
5. Bligny
6. Brouillet
7. Chambrecy
8. Champlat-et-Boujacourt
9. Châtillon-sur-Marne
10. Chaumuzy
11. Cuchery
12. Cuisles
13. Jonquery
14. Lagery
15. Lhéry
16. Marfaux
17. La Neuville-aux-Larris
18. Olizy
19. Passy-Grigny
20. Poilly
21. Pourcy
22. Romigny
23. Sarcy
24. Tramery
25. Vandières
26. Ville-en-Tardenois